# Leonetto Cappiello
Leonetto Cappiello ( Livorno, 9 de abril de 1875, – Cannes, 2 de fevereiro de 1942 ) foi um ilustrador e caricaturista italiano.